# Hôpital général de Paris
O Hospital Geral de Paris (em francês: Hôpital général de Paris) foi uma instituição do Antigo Regime, destinada a ser um local de confinamento dos pobres. Criado por um decreto real durante o reinado de Luís XIV, em 1656, tinha como objetivo resolver o problema recorrente da mendicância e da Cour des Miracles, bem como abrigar inválidos. A autoridade do Hospital Geral se estendeu além de suas instalações para incluir todos os pobres de Paris.
O hospital serviu como foco principal de análise na obra do filósofo francês Michel Foucault, Loucura e Civilização.

## Fundação
Como outros países da Europa Ocidental, a França teve que lidar com um aumento da mendicância a partir do século XVI. Esse aumento alimentou a ansiedade sobre a manutenção da estabilidade social, e motivou a criação de punições mais severas à mendigagem, como marcação a ferro, chicotadas e trabalhos forçados. Nos anos anteriores ao estabelecimento do Hospital Geral, a devastação das guerras de Frondas resultou em um afluxo particularmente grande de mendigos para Paris. A crescente população de mendigos chegou à aproximadamente 40.000 pessoas, muitas das quais eram refugiados empobrecidos durante as guerras. Este montante teria constituído cerca de 10% da população parisiense.
Para aliviar a miséria, em 1652, a Companhia do Santíssimo Sacramento, uma ativa instituição católica francesa, iniciou esforços de socorro centrados no desenvolvimento de um armazém de caridade. No entanto, após o fim das guerras, a instituição passou a defender uma política de confinamento como solução, de longo prazo, para a pobreza e a mendicância na cidade. A instituição já defendia confinar os pobres parisienses desde 1633, baseada num suposto sucesso do primeiro Hospital Geral em Lyon. No entanto, esta solução proposta já tinha precedentes dentro da própria cidade. Por exemplo, de 1612 a 1618, o Hôpital des Pauvres Enfermés - uma das primeiras tentativas de construir um hospital geral parisiense - confinou mendigos locais e os submeteu a um sistema de trabalho forçado. No entanto, esse esforço durou pouco devido as dificuldades financeiras, conflitos políticos e o aumento acentuado da população refugiada. Mais tarde, em 1632, o Parlamento de Paris voltou a prender mendigos, desta vez usando-os como trabalhadores forçados para construção e manutenção da rede de esgotos da cidade.
Desta forma, a ideia de confinamento já havia sido introduzida quando Christophe du Plessis-Montbard, um devoto membro da Companhia do Santíssimo Sacramento, começou a trabalhar com o Parlamento, em 1653, no desenvolvimento do projeto para um novo hospital geral parisiense. Também contribuiu para moldar esses planos a Les Dames de la Charité, uma instituição de mulheres seculares ricas, lideradas na época por Marie Madeleine d'Aiguillon. O Hospital Geral de Paris foi criado três anos depois, em 1656, por um decreto real de Luís XIV. O hospital foi munido de autoridade não somente em suas instalações, mas também de jurisdição sobre todos os moradores pobres da cidade.
Michel Foucault identificou a fundação do Hospital Geral de Paris como um momento-chave na tendência continental de confinamento dos pobres. Hospitais semelhantes foram criados durante o mesmo período na atual Suíça, Reino Unido, Polônia, Alemanha, Rússia e Irlanda.

## Funcionamento

### Instalações
O Hospital Geral de Paris foi criado a partir da consolidação de uma série de instituições já existentes, com objetivos e gestão compartilhadas. Esses estabelecimentos incluíam, inicialmente, a Maison de Saint-Louis de Salpêtrière, Maison de Saint-Jean de Bicêtre, Notre Dame de La Pitié, La Savonnerie e Scipion. Posteriormente, a Maison du Saint-Esprit e os Enfants-Trouvés foram adicionados, e a La Savonnerie deixou de participar. Em 1670, um decreto real acrescentou também o Hospital Foundling como abrigo para crianças abandonadas. Em 1680, o Hospital Geral havia se expandido, incorporando um total de nove instituições diferentes. Muitas das instituições que constituíam o hospital já haviam servido como instituições de caridade para diferentes grupos de indigentes.
Embora o Hospital Geral não fosse uma instalação médica, um médico residente foi contratado para fazer visitas regulares às várias instituições que o constituíam. Por fim, a partir de 1780, o médico Jean Colombier começou a introduzir uma expansão substancial dos equipamentos médicos do hospital, dado sua função de inspetor de hospitais e prisões nomeado pelo rei. Ele criou instalações com pessoal médico no Salpêtrière e no Bicêtre. Já antes disso, o Hospital Geral buscou contribuir para a pesquisa médica, por meio de um acordo confidencial pelo qual prisioneiros mortos do Salpêtrière poderiam ser usados por pesquisadores do Jardim Real das Plantas Medicinais para estudo nos cadáveres (francês: Jardin royal des plantes médicinales).

### Administração
Mesmo que o projeto do Hospital Geral tivesse sido desenvolvido pelo Parlamento, na prática o hospital estava muito mais ligado ao poder real. A Companhia do Santíssimo Sacramento também foi determinante para o funcionamento do Hospital Geral: doze dos vinte e seis diretores vitalícios, nomeados por decreto real em 4 de maio de 1656, eram membros da instituição. O conselho administrativo era compartilhado com o Hôtel-Dieu, outro grande hospital de Paris. Os integrantes do conselho administrativo eram figuras governamentais importantes, desde o presidente do Parlamento e o arcebispo de Paris até o tenente-general da polícia. Abaixo dessa diretoria havia outra comissão (especificamente para o Hospital Geral) composta por leigos. A supervisão diária do hospital, entretanto, era realizada pela Les Dames de la Charité, por meio de uma irmandade secular chefiada por Marie Bonneau de Rubelle, Mme de Miramion.
Após o início da Revolução Francesa, um decreto da Assembleia Nacional Constituinte de dezembro de 1789 delegou aos departamentos governamentais a supervisão dos hospitais de Paris, casas de caridade, prisões, entre outras instituições relacionadas, centralizando suas administrações sob uma única autoridade. Em abril de 1791, os hospitais de Paris (incluindo o Hospital Geral) foram colocados sob a administração de um comitê de cinco membros, abolindo suas administrações individuais.

### Financiamento
Inicialmente, foi decidido que o hospital seria financiado em grande parte por doações. Este planejamento orçamentário causou problemas financeiros durante os séculos XVII e XVIII, pois o aumento da população de internos do hospital gerava despesas crescentes. A dependência de doações também significava que as políticas do hospital às vezes eram influenciadas pela vontade de seus doadores, especialmente em questões religiosas. Por exemplo, durante a fundação da instituição, as Les Dames de la Charité ameaçaram retirar suas doações se integrantes das Filhas da Caridade (francês: Filles de la Charité) não tivessem vagas garantidas no hospital. Embora a comissão fundadora se opusesse a envolver ordens religiosas na administração do hospital, no final as Filhas da Caridade receberam seus cargos.
Uma fonte relevante de financiamento foram as multas e impostos, muitos dos quais estabelecidos como fontes de receita desde a fundação do hospital. Por exemplo, até a Revolução, um imposto octroi incidia sobre vinhos e licores, gerando receitas substanciais para o Hospital Geral e o Hospital Foundling (cujas finanças eram mantidas separadas). As receitas obtidas com multas por violação das regras da bolsa de comércio parisiense também contribuíram para o financiamento do hospital.
Outro desafio de financiamento vinha do fato que - ao contrário dos outros hospitais gerais franceses - o Hospital Geral de Paris confinava muitos internos não parisienses. Por exemplo, após a crise de falta de alimentos em 1662, o hospital foi obrigado a dobrar sua dívida para acomodar as despesas associadas ao aumento de internos. Para economizar dinheiro, as vilas e cidades próximas estavam enviando seus moradores indigentes para capital. Para ajudar a reduzir a tensão em Paris, um decreto real foi emitido instruindo todas as cidades e vilas francesas a criar seus próprios hospitais gerais.
A reestruturação administrativa feita após a Revolução Francesa eliminou algumas das maiores fontes de receita do hospital, iniciando um período de declínio financeiro.

### População
O encarceramento se iniciou na segunda-feira, 14 de maio de 1657, quando a milícia - popularmente chamada de "arqueiros dos pobres" - começou a prender mendigos e entregá-los ao Hospital Geral. Em seu primeiro ano, a instituição abrigava 6.000 pobres, o que representava cerca de um por cento da população de Paris. A maioria de seus internos eram voluntários, como crianças órfãs, idosos ou doentes. Mesmo os reclusos voluntários estavam sujeitos a um nível de coerção. Em relação aos internos involuntários, o hospital só tinha espaço para confinar algumas centenas de mendigos. Isso se tornaria uma tendência duradoura na demografia do hospital: embora um dos objetivos principais do hospital fosse aprisionar pobres - pessoas imorais ou mendicantes, mas capazes de trabalhar - a maior parte de seu espaço seria usada para abrigar pobres inválidos - aqueles velhos demais, jovens ou doentes que não tinha recursos para se sustentar. A maioria dos pobres foi alojada no Salpêtrière e no Bicêtre, embora as vagas para criminosos tenham sido eliminadas nestas instituições: em 1795 na primeira, e em 1836 na segunda. Havia também um pequeno número de presos políticos detidos no hospital.
No começo do século XVIII, a população do Hospital Geral estava entre 8.000 e 9.000 pessoas. Na segunda metade daquele século, a população havia crescido substancialmente: em 1786, as instituições que abrigavam o hospital tinham 12.000 indivíduos sob seus cuidados, e supervisionavam outros 15.000 enjeitados não alojados dentro de seus muros.
O Salpêtrière, quatro anos após sua fundação, abrigava 1.460 mulheres e crianças. Com o tempo, a população aumentou exponencialmente, com um censo de maio de 1713 registrando uma população de 4.079 internos. Essa número representava cerca de 80% dos pobre inválidos, como crianças, mulheres com diagnóstico de demência, casais idosos, mães, e mulheres grávidas e doentes. Cerca de 20% dos ocupantes eram pobres, como mendigos ou vagabundos. Antes da Revolução, a população de Salpêtrière havia crescido para 10.000, sendo dividida em quinze prédios separados, incluindo prisões para criminosos e prostitutas, um hospício, um reformatório para meninas e um asilo.
O Bicêtre tinha 1.313 internos na época do censo de maio de 1713. A divisão dos encarcerados era semelhante à do Salpêtrière: 74% dos internos eram pobres inválidos, como deficientes físicos ou mentais, mendigos cegos e portadores de sífilis; 26% eram mendigos, criminosos e vagabundos.
As crianças eram uma parcela significativa dos internos do hospital. Em 1786, quatro das instituições do hospital eram ocupadas inteiramente por órfãos e enjeitados. Um dos motivos era que, a partir de 1680, crianças desobedientes ou indisciplinadas eram mandadas por seus pais para viver nos reformatórios de Salpêtrière e Bicêtre.

### Operações
Dado que o Hospital Geral tinha autoridade sobre todos os pobres de Paris, seus diretores concentravam poderes punitivos paralelos aos tribunais: de acordo com o decreto de fundação, os diretores tinham o poder de utilizar “estacas, ferros, prisões e masmorras no dito Hospital Geral, e os locais para isso eram concedidos tanto quanto se julgassem necessários, não cabendo recurso às normas estabelecidas dentro do referido hospital.”
Na parte interna do Hospital Geral a rotina dos internos era meticulosamente regulada. Havia um código de vestimenta de túnicas e gorros cinzas, que eram distribuídos pela administração, e suas rotinas diárias de trabalho, oração e refeições eram rigorosamente programadas. No século XVIII, o Hospital Geral empregava uma equipe permanente de cerca de quinhentas pessoas. Embora a vida cotidiana fosse organizada, as condições de vida podiam ser insalubres. Um comitê da Assembleia Nacional Constituinte, em 1790, considerou Salpêtrière e Pitié superlotados e malcheirosos, com muitos presos sofrendo de doenças como micose e coceira.
O trabalho era um componente-chave da vida no Hospital Geral, por razões punitivas ou reformadoras. Os presos eram forçados a trabalhar em oficinas, participando de tarefas como tricô, fiação e tecelagem. Se recusar a trabalhar era punido com exercícios físicos intensivos em Bicêtre. Este sistema não trazia benefícios econômicos para a instituição; ao contrário, era uma grande despesa realizada em prol da instrução moral e da reeducação. No entanto, a administração do Hospital Geral tentou, muitas vezes, sem sucesso, rentabilizar a produção, transformando prédios como Pitié e Bicêtre em fábricas para tarefas como rendado e polimento de espelhos.
Jovens enjeitados que viviam fora dos muros do hospital também trabalhavam, muitos deles morando em fazendas na zona rural. Quando ficavam mais velhos, continuavam com o trabalho agrícola ou voltavam para o hospital até a idade adulta. Se eles voltassem, as meninas aprenderiam tarefas domésticas e os meninos seriam aprendizes nas guildas e empresas de Paris, um acordo que datava da fundação do hospital. No século XVIII, no entanto, as oficinas estavam em declínio.